# ノーストリングス (1997年の映画)
『ノーストリングス』(No Strings Attached、別題：The Last Obsession) は、ジョセフ・ラスナック監督により1997年に制作されたアメリカ合衆国の映画、ミステリ映画、スリラー映画、劇映画。音楽はエリック・ルントマーク (Erik Lundmark) が作曲した。主演は、ヴィンセント・スパーノ、トレイシー・リンド、マイケル・マッキーン、ジェレミー・ロバーツ、ナンシー・ジェリス (Nancy Jeris) であった。
日本では劇場公開はされず、VHSソフトが流通したが、その後もDVD化はされていない。

## あらすじ
悪徳精神科医を追及しようとしていた主人公の新聞記者マークだったが、一夜限りのつもりで付き合った女がストーカーとしてつきまとってくる。

## キャスト
- ヴィンセント・スパーノ[4]
- トレイシー・リンド
- マイケル・マッキーン
- ジェレミー・ロバーツ[5]
- ナンシー・ジェリス (Nancy Jeris)
- ロバート・マンス (Robert Munns)
- ジョン・キャロル・リンチ[6]